# Division (álbum de The Gazette)
Division (estilizado como DIVISION) —en español: División— es el sexto álbum de estudio de la banda the GazettE, editado el 29 de agosto en Japón por las discográficas Sony BMG y PS Company que así mismo se encargaron de distribución del disco en diversos países del mundo. Es el primer álbum de la banda que fue realizado sin ningún sencillo promocional, lo cual no le afectó en las ventas, ya que debutó en el puesto número cuatro del Oricon Chart con ventas de 23 051 en su primera semana.
Este fue presentado con dos ediciones, la regular que consta de un disco con doce canciones y la limitada de tres discos. La versión limitada incluyen siete canciones en el primer disco,  un DVD que contiene tres videos pertenecientes a las canciones «Ibitsu», «[Diplosomia]» y «Derangement» en el segundo y el tercero presenta otras siete canciones. Cada uno de los CD en su edición limitada contienen su propio nombre y un libro de acompañamiento.
El sexto trabajo de the GazettE, fue promovido por la gira Live Tour12 -DIVISION- Groan of Diplosomia 01 que inició en la arena Yokosuka Arts Theatre y finalizó en el NHK Hall con un total de veinticuatro fechas.

## Lista de canciones

### Edición regular
| N.º   | Título                    | Escritor(es) | Duración |  |
| 1.    | «[XI]»                    | Ruki         | 1:45     |  |
| 2.    | «Gabriel on the Gallows»  | Uruha        | 3:07     |  |
| 3.    | «Derangement»             | Ruki         | 4:42     |  |
| 4.    | «Dripping Insanity»       | Ruki         | 4:07     |  |
| 5.    | «Yoin (余韻)»             | Aoi          | 3:28     |  |
| 6.    | «Ibitsu (歪)»             | Ruki         | 3:59     |  |
| 7.    | «Kagefumi (影踏み)»       | Uruha        | 4:21     |  |
| 8.    | «Kago no Sanagi (籠の蛹)» | Kai          | 4:38     |  |
| 9.    | «Hedoro (ヘドロ)»         | Uruha        | 3:32     |  |
| 10.   | «Attitude»                | Ruki         | 3:29     |  |
| 11.   | «Required Malfunction»    | Ruki         | 4:07     |  |
| 12.   | «[Melt]»                  | Uruha        | 3:07     |  |
| 45:18 |                           |              |          |  |

### Edición limitada
| Disco 1 «Fragment [Vein]» |                           |              |          |  |
| N.º                       | Título                    | Escritor(es) | Duración |  |
| 1.                        | «[Depth]»                 | Ruki         | 1:13     |  |
| 2.                        | «Ibitsu (歪)»             | Ruki         | 3:59     |  |
| 3.                        | «Kago no Sanagi (籠の蛹)» | Kai          | 4:38     |  |
| 4.                        | «Hedoro (ヘドロ)»         | Uruha        | 3:32     |  |
| 5.                        | «Kagefumi (影踏み)»       | Uruha        | 4:21     |  |
| 6.                        | «Yoin (余韻)»             | Aoi          | 3:28     |  |
| 7.                        | «[Diplosomia]»            | Ruki         | 1:43     |  |
| 21:34                     |                           |              |          |  |

| Disco 2 «Blinding Site» (DVD con videos musicales) |                |              |          |  |
| N.º                                                | Título         | Escritor(es) | Duración |  |
| 1.                                                 | «Ibitsu»       |              |          |  |
| 2.                                                 | «[Diplosomia]» |              |          |  |
| 3.                                                 | «Derangement»  |              |          |  |

| Disco 3 «Fragment [Artery]» |                          |              |          |  |
| N.º                         | Título                   | Escritor(es) | Duración |  |
| 1.                          | «[XI]»                   | Ruki         | 1:45     |  |
| 2.                          | «Derangement»            | Ruki         | 4:42     |  |
| 3.                          | «Required Malfunction»   | Kai          | 4:07     |  |
| 4.                          | «Dripping Insanity»      | Uruha        | 4:07     |  |
| 5.                          | «Attitude»               | Uruha        | 3:29     |  |
| 6.                          | «Gabriel on the Gallows» | Aoi          | 4:03     |  |
| 7.                          | «[Melt]»                 | Ruki         | 3:07     |  |
| 24:40                       |                          |              |          |  |

## Posición en las listas
| País      | Lista (2012) | Mejor posición |
| --------- | ------------ | -------------- |
| Japón     | Oricon Chart | 4              |
| Finlandia | IFPI         | 41             |

## Créditos
| Banda - Takanori «Ruki» Matsumoto – voz - Kouyou «Uruha» Takashima – guitarra líder - Yuu «Aoi» Shiroyama – guitarra rítmica - Akira «Reita» Suzuki – bajo - Tanabe «Kai» Yutaka – batería Músicos adicionales - Nittoku Inoue – teclados - Teddy Loyd – sintetizador y programador Producción - Yasuaki Aoyagi – a&r - Shinji Takagi – productor ejecutivo - Shunsake Muramatsu – productor ejecutivo - Masaya Hayashi – productor - Kazuo Sumida – productor - Manabu Tsujino – productor - Masami Hatta – coordinador de producción - Shigeru Otake – coordinador de producción - Mayumi Hoshino – diseño de producción - Hiromichi Takiguchi – masterización | Programación - Masatake Osako – programación y mezcla - Erika Shimada – asistente en programación - Akira Omachi – técnico en guitarras y bajo - Takumi Shibayana – técnico en batería Arte - Aoki – estilista - Ryoko Kishimoto – estilista y diseño de vestuario - Takashi Hirando – fotografiá - Susumu Kayaki – maquillaje - Hirosumi Moyan – diseño de vestuario - Koji Yoda – dirección de arte y diseño - Maaya – modelo - Mai Yamamoto – modelo - Sherry Q – modelo - Chisa Sanada – modelo |

Créditos por Allmusic